# الغواصة الألمانية يو-672
غواصة يو-672 غواصة يو بوت ألمانية من  بنيت لسلاح بحرية ألمانيا النازية كريغسمارينه، في أحواض أتش دي دبليو خلال الحرب العالمية الثانية.